# أندرو بي. إينغرام
أندرو بي. إينغرام هو سياسي كندي، ولد في 23 أبريل 1851، وتوفي في 6 سبتمبر 1934. نشط حزبياً في Liberal-Conservative Party ‏ وحزب أونتاريو المحافظ التقدمي. وقد انتخب عضو برلمان مقاطعة أونتاريو ‏ وانتخب عضو مجلس العموم الكندي.